# Thembelani Bholi
Pas d'image ? Cliquez ici

a Compétitions nationales et continentales officielles uniquement.

Dernière mise à jour le 23 octobre 2024.
Thembelani Bholi, né le 18 janvier 1990 à East London (Afrique du Sud), est un joueur sud-africain de rugby à XV, jouant aux postes de troisième ligne centre et troisième ligne aile au Valence Romans DR depuis 2023.

## Biographie
Il débute dans les équipes de jeunes des Border Country Districts, puis chez les Southern Kings où il évoluera dans le Pro14. En 2017 il intègre les Pumas du Mpumalanga, puis les Blue Bulls de Pretoria en 2018-2019 avant de rejoindre les Sharks de Durban en 2020.